# بوبيرس سور كانتش
بوبيرس سور كانتش (بالفرنسية: Boubers-sur-Canche)‏ هي بلدية تقع في إقليم باد كاليه من منطقة نور با دو كاليه في شمال فرنسا. تبلغ مساحة هذه المدينة 9.23 (كم²)، وترتفع عن سطح البحر 65 م، يبلغ عدد سكانها 600 نسمة حسب إحصاء المعهد الوطني للإحصاء والدراسات الاقتصادية سنة 2009 م. وترأس Roger Dheilly البلدية خلال فترة (2008-2014).